# Colin Wilson (Zeichner)

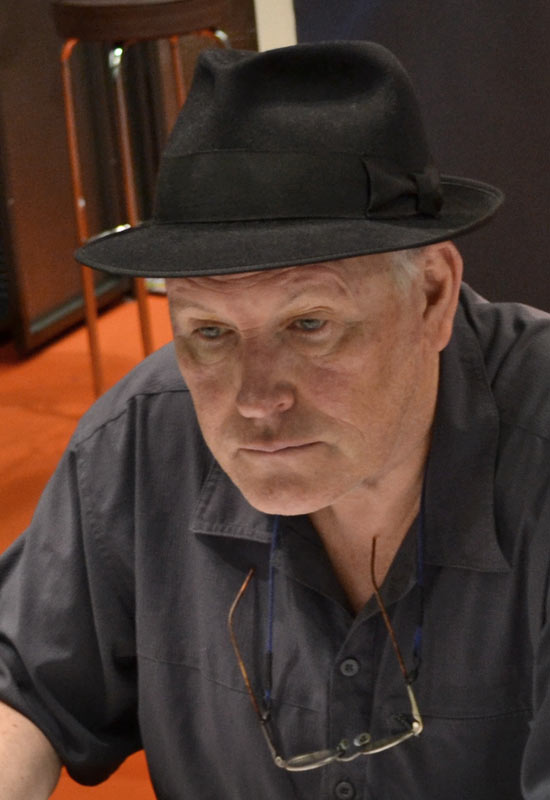
Colin Wilson 2012 auf den Internationalen Spieltagen/ComicAction im Oktober 2012 in Essen

Colin Wilson (* 31. Oktober 1949 in Christchurch) ist ein neuseeländischer Comiczeichner.

## Leben
In Neuseeland arbeitete Wilson als Zeichner und Fotograf, ehe er 1980 nach London übersiedelte und dort für das Comicmagazin 2000 AD an den Serien Judge Dredd und Rogue Trooper zeichnete. Für den französischen Verlag Glénat fertigte er als Zeichner und Texter die 3-bändige Serie Dans l´ombre du soleil (deutsch: Im Schatten der Sonne) an. Hierbei orientierte er sich am Zeichenstil von Jean Giraud und so wurde Jean-Michel Charlier auf ihn aufmerksam, als er einen Zeichner für die Jugendabenteuer des Leutnant Blueberry suchte. Sechs Alben sind so entstanden. Charlier starb allerdings 1989 während der Arbeit am dritten Band, den er bis Seite 28 schrieb. François Corteggiani vollendete das Album und führte die Serie mit weiteren Alben (und nach Wilson mit Michel Blanc-Dumont als Zeichner) fort.
Beachtlich ist, dass Wilson, obwohl spätestens mit Blueberry im europäischen Autoren-Comic angekommen, weiterhin auch als "Auftragszeichner" bei diversen Serien und unterschiedlichen Verlagen in Erscheinung tritt. So zeichnete er 2000 einen Sonderband der traditionsreichen italienischen  Western-Serie  Tex (Text: Claudio Nizzi, dt. bei Panini Comics). 2002 erschien mit Point Blank eine 5-teilige Heftserie für den amerikanischen Markt, zusammen mit dem Texter Ed Brubaker und seit 2007 zeichnet Wilson auch für die Star-Wars-Comic-Reihe, darunter die Serie Star Wars: Invasion. Für den französischen Verlag Delcourt gestaltete er zudem einzelne Bände der Serie Jour J (dt.: Tag X, Panini Comics).
Nach dem dreiteiligen Thriller Blei im Schädel (2004–2006, Text: Matz), der mit Sylvester Stallone unter dem Titel  Bullet to the Head 2013 verfilmt wurde, ist seine aktuelle Serie Wonderball (seit 2014, bisher 5 Bände, dt. bei  Alles Gute!) wieder ein Thriller.

## Alben
- Im Schatten der Sonne (Gesamtausgabe bei Kult Comics, April 2019)

1. Rael (Feest, 1988)
2. Mantell (Feest, 1989)
3. Alia (Feest, 1990)

- Die Jugend von Blueberry, Text: Jean-Michel Charlier, François Corteggiani (s. o.)

1. Die Teufel vom Missouri (Ehapa, 1987 / Ehapa, 2004 / Carlsen, 1990)
2. Aufruhr in Kansas (Ehapa, 2004 / Carlsen, 1991)
3. Todesmission in Georgia (Ehapa, 2004 / Carlsen, 1991)
4. Gnadenlose Jagd (Ehapa, 2004 / Carlsen, 1992)
5. Drei Männer für Atlanta (Ehapa, 1994)
6. Der Preis des Blutes (Ehapa, 1995)

- Thunderhawks, Text: François Corteggiani, ab Band 2 Zeichnungen von Michel Suro

1. Abrechnung in Red Springs (Carlsen, 1993)

- Rain Dogs (Kult Editionen, 2001)

- Blei im Schädel, Text: Matz

1. Kleine Fische (Bunte Dimensionen, 2008)
2. Grosse Fische (Bunte Dimensionen, 2010)
3. Chaos im Aquarium (Bunte Dimensionen, 2011)

- Wonderball, Text: Fred Duval & Jean-Pierre Pécau mit Fred Blanchard, Colorierung: Jean-Paul Fernandez

1. Shooter (Alles Gute!, 2016)
2. Phantom (Alles Gute!, 2017)
3. Sheriff (Alles Gute!, 2017)
4. Fotograf (Alles Gute!, 2017)
5. Imker (Alles Gute!, 2018)